# Carnifex (groupe)
Pour les articles homonymes, voir Carnifex.
Carnifex est un groupe américain de deathcore, originaire de San Diego, en Californie. Formé en 2005, ils sont actuellement signé au label Nuclear Blast après avoir signé chez Victory Records. Ils comptent un total de six albums studio, une démo, et un EP. Le nom du groupe dérive du mot latin carnifex.

## Historique

### Débuts (2005–2006)
Le groupe est formé au cours de l'année 2005 à San Diego, aux États-Unis par Scott Lewis, le chanteur du groupe. Il sera rejoint par Shawn Cameron, Rick James et Kevin Vargas. En 2005, ils ont enregistré une démo éponyme de cinq chansons, alors qu'ils étaient à la recherche d'un label. Ils ont par la suite enregistré une seconde démo, intitulé Hope Dies, qui est publiée et vendu lors de leurs spectacles locaux. En septembre 2006, Rick James et Kevin Vargas quittent le groupe. Peu de temps après, Steve McMahon rejoint le groupe à la basse, de même que Travis Whiting le rejoint à la guitare. Carnifex sort un maxi vers la fin de l'année 2006, intitulé Love Lies in Ashes, diffusé par le label Enclave Records. Il est vendu exclusivement lors des concerts ainsi que dans des magasins en ligne comme iTunes avant que le groupe commence à travailler sur leur premier album.

### Dead in My Arms(2007–2008)
Le groupe enregistre, par la suite, son premier véritable album studio, Dead in My Arms, qui est sorti le 12 juillet 2007 sous le label indépendant This City is Burning Records, avec encore un autre changement d'un des quatre membre, soit Cory Arford,le guitariste actuel, qui prend désormais la place de Rick James au mois de mars 2007. Carnifex commence à tourner à plein temps avec la sortie de ce disque. Le guitariste de tournée Jake Anderson est recruté comme second guitariste de juillet à novembre 2007.
La musique typiquement deathcore du groupe obtient un certain succès, et attire également l'attention du label Victory Records. En novembre 2007, après le départ de Steve McMahon (basse) et Jake Anderson (guitare), Carnifex signe un contrat avec Victory Records et avec les membres actuels Fred Calderon (basse) et Ryan Gudmunds (guitare). Les mois de décembre 2007 à janvier 2008 ont été consacrés entièrement à l'écriture de leur deuxième album, alors que la moitié des membres de Carnifex étaient sans abri.

### The Diseased and the Poisoned(2008–2009)
Le groupe signe alors un contrat avec le label Victory Records et sort son deuxième album sous ce label le 24 juin 2008, il est intitulé The Diseased and the Poisoned et atteint la 19e place du Billboard Top Heatseekers Chart. Pendant les mois d'avril et mai 2009, le groupe participe au Thrash and Burn European Tour 2009 avec, parmi eux, les groupes Darkest Hour et Bleeding Through.

### Hell Chose Me(2009–2011)
Le 28 novembre 2009, Carnifex fini d'enregistrer leur troisième album studio Hell Chose Me, qui sort officiellement le 16 février 2010. L'album se vend à plus de 3 100 exemplaires à sa première semaine, rien qu'aux États-Unis. Le groupe joue au Summer Slaughter Tour 2010 pour la sortie de leur dernier album et tourne avec Unearth, All That Remains et As I Lay Dying en septembre 2010. Le 26 janvier 2011, Lewis annonce que le groupe est en cours d'écriture pour un nouvel album. Le 3 février 2011, Carnifex embarque pour une tournée américaine nommée Names Mean Nothing aux côtés de groupes comme Oceano, The Tony Danza Tapdance Extravaganza et Within the Ruins. Le 24 août 2011, Lewis confirme le titre de l'album, Until I Feel Nothing.

### Pause (2012)

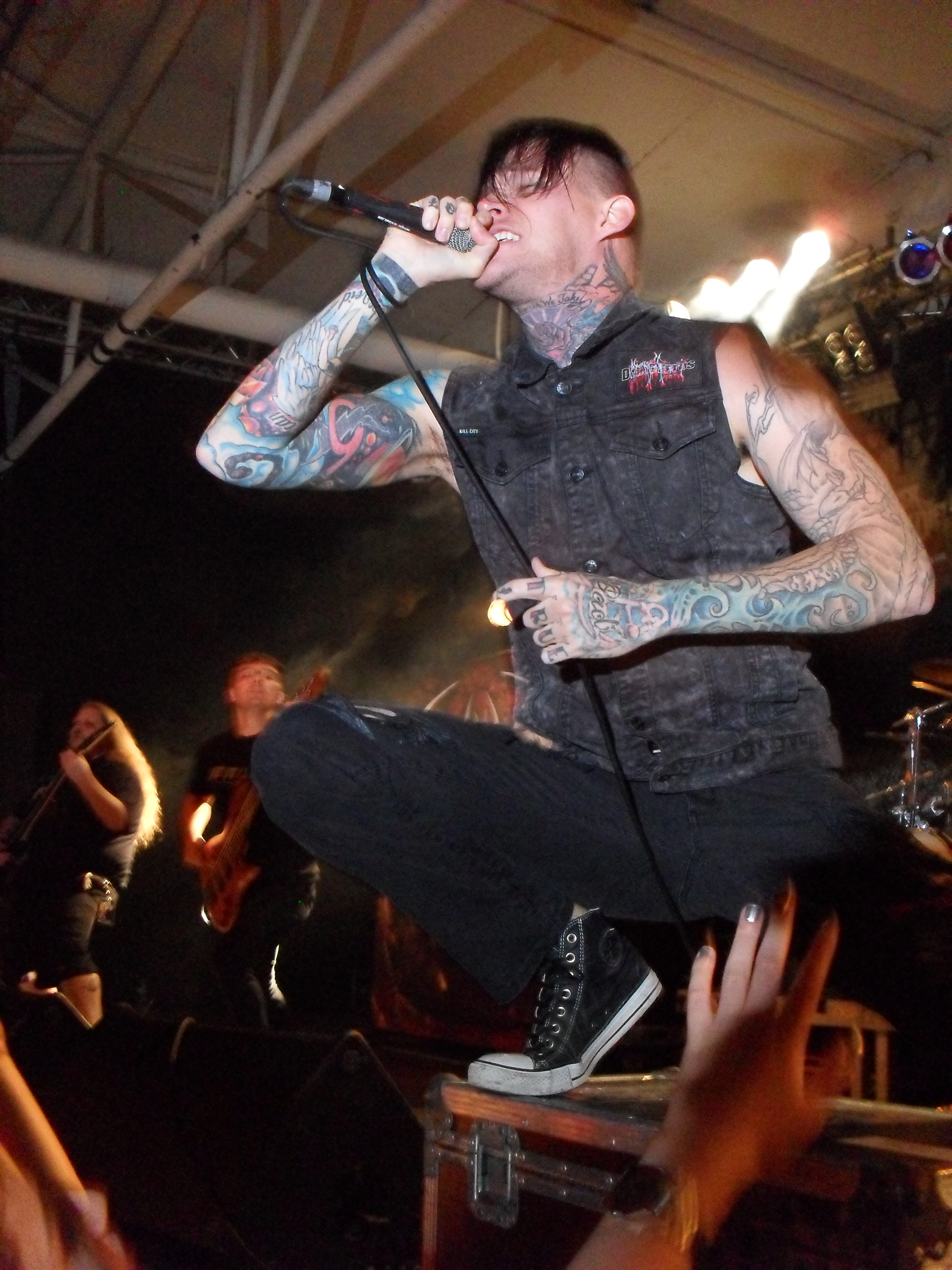
Scott Lewis au Never Say Die! Tour 2013 à Cologne.

Le 9 octobre 2012, Lewis annonce trois derniers concerts en Californie avant que le groupe ne se mette indéfiniment en pause. Il tient particulièrement à préciser qu'aucun des membres actuels n'a quitté le groupe. Entre le 21 et le 23 décembre 2012, le groupe joue quelques concerts supplémentaires en Californie. Pendant cette pause, Shawn Cameron forme un groupe de metal symphonique appelé Unicorn Death.

### Retour etDie Without Hope(2013–2015)
Le 10 juillet 2013, Carnifex est annoncé après un an de pause, à la tournée Impericon Never Say Die! Tour en remplacement du groupe de metalcore Miss May I. Le 9 juillet 2013, le label Nuclear Blast annonce avoir signé Carnifex pour la sortie de leur cinquième album, Die Without Hope, le 4 mars 2014.
En 2014, le groupe tourne en Amérique du Nord en soutien à l'album pendant deux ans avec Whitechapel et Devildriver. Revocation, Fit for an Autopsy et Rivers of Nihil les rejoignent. Le groupe joue ensuite en soutien à Parkway Drive et Heaven Shall Burn lors d'une tournée européenne en novembre 2014. Avec Northlane qui les rejoint plus tard. Ils ouvrent pour Chelsea Grin à leur tournée Ashes to Ashes en mars 2015. Sworn In et The Family Ruin en font également partie.
En juin 2015, leur nouvel album est confirmé en préproduction. Il est enregistré aux Audiohammer Studios en Floride.
Le groupe ouvre pour Cannibal Corpse aux Pays-Bas en août 2015. Ils effectuent ensuite une tournée spéciale dixième anniversaire appelée Decade of Despair en octobre 2015. Within the Ruins, Lorna Shore et The Last Ten Seconds of Life les rejoignent.

### Slow Death(depuis 2016)
Le sixième album studio du groupe, Slow Death, est publié le 5 août 2016. En soutien à l'album, Carnifex se joint à Cannibal Corpse à la dixième tournée annuelle Summer Slaughter Tour en Amérique du Nord, et au Knotfest/Ozzfest. Deux vidéos sont publiées sur YouTube, celles des chansons Drown me in Blood et Slow Death. Ils jouent au Straight Outta Hell Tour en automne la même année aux côtés des groupes de deathcore Oceano, Whitechapel et Suicide Silence.

## Membres

### Membres actuels
- Scott Lewis – chant (2005–2012, depuis 2013)
- Shawn Cameron – batterie (2005–2012, depuis 2013)
- Cory Arford – guitare rythmique, chœurs (2007–2012, depuis 2013)
- Fred Calderon – guitare basse (2007–2012, depuis 2013)
- Jordan Lockrey – guitare solo (depuis 2013)

### Anciens membres
- Rick James – guitare solo (2005–2006)
- Kevin Vargas – guitare basse (2005–2006)
- Travis Whiting – guitare rythmique (2006–2007)
- Steve McMahon – guitare basse (2006–2007)
- Jake Anderson –  guitare solo (2007)
- Ryan Gudmunds –  guitare solo (2007–2012)

## Discographie
- 2005 : Hope Dies (démo)
- 2006 : Love Lies in Ashes (Ep)
- 2007 : Dead in my Arms
- 2008 : The Diseased and the Poisoned
- 2010 : Hell Chose Me
- 2011 : Until I Feel Nothing
- 2014 : Die Without Hope
- 2016 : Slow Death
- 2018 : Bury Me in Blasphemy (Ep)
- 2019 : World War X
- 2021 : Graveside Confessions
- 2023 : Necromanteum